# Modo maior
Modo maior é um sistema de classificação de escalas musicais.

## Características
Classificamos como pertencentes ao modo maior todas as escalas que formam, a partir de sua tônica, um acorde maior.
Pertencem a este grupo os seguintes modos gregos (padronizadas):
- Modo jônio
- Modo lídio
- Modo mixolidio

Sendo que podemos entender que, a escala maior também, de alguma forma, pertence ou origina-se de um modo maior.